# 郎位十一
后髮座23，又名BD+23 2475，HD 109485、SAO 82390、HR 4789，是后髮座的一颗恒星，视星等为4.81，位于銀經262.15，銀緯84.14，其B1900.0坐标为赤經12h 29m 52.1s，赤緯+23° 84.14′ 48″。